# 다운 스트리트역
다운 스트리트 (메이페어)역은 런던 지하철 피카딜리 선의 폐역이다. 제2차 세계대전 때 방공호로 사용되었으며, 윈스턴 처칠과 그의 전쟁내각이 사용하기도 했다. 지금은 사용하지 않는다.

## 역사
다운 스트리트 역은 피카딜리 선의 그린 파크 역과 하이드 파크 역 사이에 위치해 있다. 구 다운 스트리트 역 구간이었던 곳의 터널 벽의 색이 다른 터널 구간과 다르기 때문에, 현재도 두 역 사이를 지날 때 창 밖으로 옛 역의 위치를 식별할 수 있다. 역은 1907년 노선의 나머지 부분 개통 몇달 후에 그레이트 노던, 피카딜리 앤 브롬프턴 철도(피카딜리 선의 전신)에 의해 개통되었다. 역사는 메이페어의 피카딜리바로 옆인 다운 스트리트에 있었다. 이 역은 주변이 비교적 부유한 거주 지역이었기 때문에 지하철을 잘 사용하지 않았고 주변 역들이 가깝기도 했다.

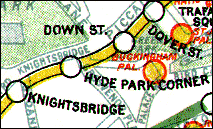
1912년 지도 상의 다운 스트리트 역 (그린 파크 역의 옛 이름인 '도버 스트리트'가 명시되어 있다.)

브롬프턴 로드 역과 같이 열차들은 이 역을 종종 무정차로 지나갔다. 1929년에는 피카딜리 선의 연장에 따른 폐역 논의가 시작되었다. 중심부의 이용이 적은 역을 없애 안정성을 높이고 장거리 통근자를 위해 통근 시간을 줄일 수 있었다. 게다가, 주변 역들이 에스컬레이터 등으로 개축하고 있었고, 새로운 출구들은 다운 스트리트와 더욱 가까워졌기 때문에, 사람들의 이용은 더욱 적어졌다. 역은 1932년 5월 21일에 문을 닫았다.
폐역 직후에, 역의 구조가 대폭 변경되었다. 1939년엔 플랫폼의 선로 쪽이 벽돌로 막혔고 나머지 공간은 지하 벙커로 사용되었다. 전쟁 기간엔 역은 긴급 철도 위원회가 사용했지만 처칠과 그의 전쟁 내각이 '캐비냇 워 룸'이 준비되어가 전까지 사용하기도 했다. 전쟁 후부터 역은 지하철 비상시 접근 통로로만 사용되고 있다. 레슬리 그린이 설계한 지상의 역사는 현재까지 원래 자리에 세워져 있다.

## 참조
- J. E. Connor, London's Disused Underground Stations, Capital Transport, 2001, pp. 28–33.